# موريس نوبل
موريس نوبل (بالإنجليزية: Maurice Noble)‏ هو فنان التصميم ‏ ومخرج أمريكي، ولد في 1 مايو 1910 في دولوث في الولايات المتحدة، وتوفي في 18 مايو 2001 في La Crescenta-Montrose, California ‏ في الولايات المتحدة.

## وصلات خارجية
- موريس نوبل على موقع IMDb (الإنجليزية)
- موريس نوبل على موقع ألو سيني (الفرنسية)
- موريس نوبل على موقع أول موفي (الإنجليزية)
- موريس نوبل على موقع قاعدة بيانات الأفلام السويدية (السويدية)
- موريس نوبل على موقع قاعدة بيانات الفيلم (الإنجليزية)
- موريس نوبل على موقع كينوبويسك (الروسية)